# The Classical Quarterly
The Classical Quarterly (kurz CQ) ist eine englischsprachige Fachzeitschrift zur antiken griechischen und römischen Sprache, Literatur, Philosophie und Geschichte. Die Zeitschrift erscheint zweimal jährlich, jeweils im Mai und im Dezember. The Classical Quarterly wurde 1906 begründet und wird zurzeit von Miriam Griffin und Judith Mossman im Auftrag der Classical Association herausgegeben.
Von 1907 bis 1950 erschien die Zeitschrift in einer ersten Reihe mit den Nummern 1 bis 44 als Spin-off der Zeitschrift The Classical Review. Seit 1951 erscheint die Zeitschrift in einer zweiten Serie, die erneut mit der Nummer 1 gestartet wurde. The Classical Quarterly erscheint bei Cambridge University Press.